# Josephine Henning
Josephine Henning (* 8. September 1989 in Mainz) ist eine ehemalige deutsche Fußballspielerin.

## Karriere

### Im Verein
Henning begann ihre Karriere beim TuS Issel. Später wechselte sie für ein Jahr zur MSG Zewen/Igel und im Sommer 2005 dann zum 1. FC Saarbrücken, für den sie ihre ersten Spiele in der 2. Bundesliga absolvierte. Im Sommer 2007 stieg die Mannschaft in die 1. Bundesliga auf, allerdings im Jahr darauf wieder ab. Henning bestritt in der Saison 2007/08 21 Bundesligaspiele, das erste am 19. August 2007 beim 1:1 beim SC Freiburg. Mit Saarbrücken erreichte sie das Finale des DFB-Pokals, unterlag dort aber dem 1. FFC Frankfurt mit 1:5.
Zur Saison 2009/10 wechselte sie zum 1. FFC Turbine Potsdam, mit dem sie im ersten Jahr die deutsche Meisterschaft, den DFB-Hallenpokal und die Champions League der Frauen gewann. Zur Saison 2011/12 wechselte sie zum VfL Wolfsburg. Nach dem Gewinn der zweiten deutschen Meisterschaft mit dem VfL wechselte sie zu Paris Saint-Germain. In Paris spielte sie an der Seite ihrer Nationalmannschaftskolleginnen Anja Mittag und Lira Alushi. Mit PSG erreichte sie 2014/15 das Finale der Champions League, in dem sie und ihre Mitspielerinnen erneut das Nachsehen gegen den 1. FFC Frankfurt hatten. Nachdem sie dort in der Hinrunde der folgenden Saison 2015/16 verletzungsbedingt zu keinem einzigen Pflichtspieleinsatz mehr gekommen war, löste sie ihren Vertrag beim Hauptstadtklub in der Winterpause vorzeitig auf.
Im Februar 2016 wechselte sie zum Arsenal Ladies FC. Nach 10 Spielen in der FA WSL für Arsenal wechselte sie im Dezember 2016 zu Olympique Lyon und kehrte in der laufenden Saison 2017/18 zum FC Arsenal zurück, wo sie im Sommer 2018 ihre Karriere beendete.

### Nationalmannschaft
Am 29. September 2007 absolvierte sie ihr Debüt in der U-19-Nationalmannschaft beim 12:0-Sieg gegen Mazedonien in Strumica. Bei der U-19-Europameisterschaft 2008 scheiterte sie mit dem deutschen Team im Halbfinale mit 3:5 n. E. an Norwegen. Im selben Jahr erreichte sie mit der U-20-Nationalmannschaft bei der Weltmeisterschaft in Chile, bei der sie bei allen sechs Spielen der deutschen Mannschaft auf dem Platz stand, den dritten Platz. Am 26. Mai 2010 bestritt sie beim 2:2 in den USA ein U-23-Länderspiel und kam am 15. September 2010 im Spiel gegen Kanada zu ihrem ersten Einsatz in der A-Nationalmannschaft.
Am 24. Mai 2015 wurde sie von Bundestrainerin Silvia Neid in den endgültigen Kader für die Weltmeisterschaft 2015 in Kanada berufen.
2016 wurde Henning für das olympische Fußballturnier der Frauen in Brasilien in den Kader der Nationalmannschaft aufgenommen. Sie wurde in zwei der sechs Turnierspielen der deutschen Mannschaft eingesetzt und gewann durch den 2:1-Sieg im Finale gegen Schweden die Goldmedaille. Aufgrund dieser Leistung wurde ihr, wie allen anderen Spielerinnen, am 1. November 2016 das Silberne Lorbeerblatt, die höchste sportliche Auszeichnung in Deutschland, verliehen.
In ihrem 36. Länderspiel gegen die Auswahl Norwegens erzielte sie am 29. November 2016 in Chemnitz mit dem Treffer zum 1:1 in der 32. Minute ihr erstes Tor.

## Erfolge
Nationalmannschaft:
- Olympiasiegerin 2016
- Europameisterin 2013
- Algarve-Cup Siegerin (2): 2012, 2014
- Halbfinale U-19-Fußball-Europameisterschaft der Frauen 2008
- 3. Platz U-20-Fußball-Weltmeisterschaft der Frauen 2008

Verein:
- Champions-League-Siegerin (4): 2010, 2013, 2014, 2017

Einzige Spielerin, die mit drei verschiedenen Vereinen die Champions League gewonnen hat.
- Deutsche Meisterin (4): 2010, 2011, 2013, 2014
- DFB-Pokal-Siegerin 2013
- Französische Meisterin: 2017
- Französische Pokalsiegerin: 2017
- DFB-Hallenpokalsiegerin 2010

## Sonstiges
Neben ihrer Fußballkarriere hat sie in Wolfsburg Gesundheitsmanagement studiert und in Paris Grafikdesign und Innenarchitektur. Nach ihrem Karriereende ist sie als Künstlerin aktiv.
Gemeinsam mit ihrer ehemaligen Mannschaftskollegin Anja Mittag betreibt sie den Podcast Mittag’s bei Henning.